# 自由广场 (第比利斯)
自由广场（羅馬化：Tavisuplebis moedani，發音：[tʰavisupʰlɛbis mɔɛdani]），沙俄时期称作埃里温广场，苏联时期称作列宁广场，位于格鲁吉亚首都第比利斯市中心，始建于19世纪早期。

## 历史
自由广场早期称作埃里温广场，得名于沙俄军事人物伊万·帕斯克维奇的封号埃里温伯爵。1907年发生银行抢劫案。苏联时期，曾称作贝利亚广场，后改为列宁广场，并于1956年竖立列宁雕像。1991年改名自由广场，同年列宁雕像被推倒。2006年修建自由纪念碑。